# Museo della civiltà contadina (Bastiglia)

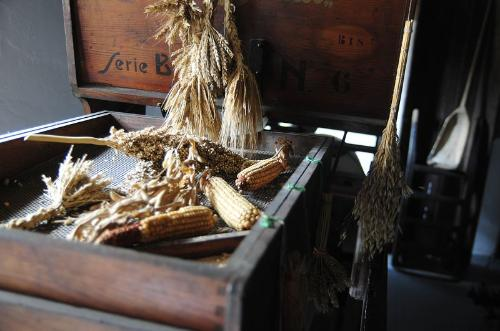
Oggetti esposti nel museo

Il Museo della civiltà contadina è un museo etnografico situato a Bastiglia, in provincia di Modena.
Il museo venne istituito nel 1977 dall'amministrazione comunale di Bastiglia nello storico edificio di piazza della Repubblica, "al fine di un accrescimento culturale della popolazione e in particolar modo dei giovani", raccogliendo e preservando memorie della storia di Bastiglia e della civiltà contadina, quali documenti, strumenti di lavoro, prodotti dell'artigianato reperite e acquisite dall'Amministrazione comunale grazie alla ricerca di cittadini interessati allo studio delle storia e della tradizione del paese".
Nel museo vengono dunque valorizzate ed esposte al pubblico collezioni che riguardano la cultura rurale della pianura modenese in età contemporanea, insieme ad altre testimonianze collegate con la storia di Bastiglia, della quattrocentesca Conca sul canale Naviglio e dell'antico Mulino estense.
Privilegiando allestimenti evocativi, sono trattati i temi della lavorazione e coltivazione del terreno, della trasformazione dei prodotti agricoli e lattiero-caseari, dell'infanzia nel mondo contadino, del lavoro artigiano nell'economia rurale.
Al museo afferisce anche il Padiglione delle macchine agricole, che raccoglie i grandi macchinari, quali trattori storici, tra cui un prototipo Fiat, e una grande trebbiatrice.